# 斯科特·马查多
斯科特·迈克尔·马查多（英語：Scott Michael Machado，1990年6月8日—），出生于纽约市皇后区，美国职业篮球运动员，曾效力于NBA洛杉磯湖人，司职控球后卫。

## 大学篮球生涯
高中毕业后，斯科特·马查多进入纽约市本地的爱纳大学。在为爱纳大学校队效力的首年，他场均可以拿到9.2分，并在整个赛季中送出了150个助攻，打破了学校一年级生的助攻纪录。二年级时，马查多场均可以贡献12.5分和3.9个助攻，赛季结束后，爱纳大学获得了21胜的优异成绩，马查多也入选了分区第二阵容。在大三赛季，马查多有了很大的进步，他场均可以拿到13.2分和7.6次助攻，其场均助攻数位列第二；整个赛季他送出281次助攻，再次打破校史纪录，并在赛季后入选了分区第一阵容。在最后一个大学赛季中，他又一次打破队史助攻次数纪录，并在当年获得了MACC年度最佳球员奖。

## NBA篮球生涯
大学毕业后，马查多决定参加2012年NBA选秀，但在选秀大会中，并没有任何一支球队选中他；在选秀大会结束后，休斯顿火箭邀请他代表球队参加夏季联赛。马查多在夏季联赛中场均拿到8.0分、5.6次助攻和2.2次篮板。这样的表现也让火箭队决定与他签约。2012年11月4日，马查多被火箭队下放至NBA发展联盟。2019年3月21日，馬查多與湖人隊簽下10日合約。